# ORF 2 Europe
ORF 2 Europe, abgekürzt als ORF 2E, ist das über Satellit europaweit frei empfangbare, das heißt nicht grundverschlüsselte, Fernsehprogramm von ORF 2 des Österreichischen Rundfunks in der Regionalvariante von Wien (ORF 2 W) auf eigenem Sendeplatz. ORF 2E ist jedoch bei der österreichischen Medienregulierungsbehörde RTR nicht als eigenständiges Programm lizenziert.

## Der Sender
Da der ORF für Fremdproduktionen (z. B. Sportübertragungen, Filme und Serien) aus Kostengründen nur Senderechte für Österreich erwirbt, werden die TV-Programme des ORF über Satellit verschlüsselt ausgestrahlt. Die erforderliche Hardware zur Entschlüsselung (ORF-Smartcard oder kartenlose Entschlüsselung per ORF DIGITAL DIREKT-Modul) ist nur für Personen mit österreichischem Wohnsitz erhältlich und darf nur in Österreich genutzt werden. Um Interessierten im Ausland dennoch die Möglichkeit zu bieten, Eigenproduktionen des ORF über Satellit zu empfangen, werden diese über ORF 2 Europe seit 5. Juli 2004 unverschlüsselt gesendet. Die Verbreitung der Fernsehprogramme des ORF über Satellit erfolgt seit ihrem Start im Jänner 1998 ausschließlich auf digitalem Weg. Live-Streaming wird u. a. in der TVthek des Senders angeboten, sowie über IPTV-Anbieter wie z. B. A1 zusätzlich zu allen neun regulären ORF2-Feeds, und Zattoo.

### Programm

Teletexttafel während einer Sendung ohne Europa-Rechte

Von 6:00 bis circa 0:30 Uhr werden alle ORF-Eigenproduktionen und sonstige urheberrechtlich unbedenkliche Sendungen von ORF 2 parallel ausgestrahlt. Als Regionalprogramm ist ab 19:00 Uhr Wien heute zu sehen. Die Zeit im Bild um 19:30 Uhr wird im Gegensatz zur nationalen Programmversion mit eingeblendetem Gebärdensprachdolmetscher präsentiert, auch für andere (wochentägliche oder wöchentliche) Sendungen nutzt der ORF die parallele Ausstrahlung auf ORF 2 Europe, um dort mit Übersetzung in Gebärdensprache zu senden, wodurch dieses Angebot nicht nur über die Mediathek ORF ON, sondern bei Sat-Empfang auch im linearen Programm empfangbar ist.
Während einer Sendung ohne europaweite Senderechte ist die Startseite des ORF-2-Europe-Teletexts zu sehen. Parallel dazu ist während der besagten Zeitspanne der österreichische Kulturradiosender Ö1 zu hören. Zwischenzeitlich gab es Pläne, die Programmlücken mit rechtefreien Inhalten zu schließen, wie dies schon in ähnlicher Form von 1997 bis 2000 im damaligen Auslandsprogramm ORF Sat geschah, wo bei Nichtverfügbarkeit von Sendungen aufgrund der Rechtesituation das Programm von TW1, dem ehemaligen Tourismus- und Wetterkanal des ORF, ausgestrahlt wurde. Obwohl hierfür die erforderliche Rechtsgrundlage geschaffen wurde, macht der ORF bisher nicht von dieser Möglichkeit Gebrauch. Seit dem 1. Jänner 2006 darf österreichische Werbung europaweit unverschlüsselt gezeigt werden. Deswegen ist keine Teletexttafel mehr während der Werbepausen zu sehen.

### Rechtsgrundlage
Der öffentliche Auftrag an den ORF zur Ausstrahlung von ORF 2 Europe ist seit der Rundfunkrechtsreform 2010 im neu eingeführten Paragraphen 4d des Bundesgesetzes über den Österreichischen Rundfunk (ORF-Gesetz) unter der Überschrift „Ausstrahlung eines Fernsehprogramms für das europäische Publikum“ festgelegt. Dort ist definiert, dass das zu sendende Programm „vorwiegend aus Informations-, Bildungs- und Kultursendungen sowie anspruchsvoller Unterhaltung besteht und geeignet ist, Österreich in Europa darzustellen“. Aus rechtlichen Gründen entstehende Lücken dürfen mit Wiederholungen aus den anderen Fernsehprogrammen des ORF geschlossen werden, die „Informationen über Österreich beinhalten oder die österreichische Kultur, Sprache, Geschichte oder das österreichische gesellschaftliche Leben widerspiegeln“ sollen, jedoch ausdrücklich nicht mit Erstausstrahlungen oder mit Werbung. Bis heute macht der ORF allerdings nicht von diesem Recht Gebrauch.

## Logos
Als Cornerlogo fungiert stets das aktuelle Signet des Hauptsenders selbst, während der Programmvorschau wird ebenfalls das reguläre Logo von ORF 2 genutzt.